# Maria de Portugal i de Castella
Maria de Portugal (1313 - Évora 1357), infanta de Portugal i reina consort de Castella (1328-1350).
Nascuda el 1313, fou la primera filla del rei Alfons IV de Portugal i la seva esposa Beatriu de Castella. Per línia paterna era neta del rei Dionís I de Portugal i Elisabet d'Aragó, i per línia materna de Sanç IV de Castella i Maria de Molina. Fou germana del rei Pere I de Portugal. El 26 de març de 1328 es casà a Alfaiates amb el rei Alfons XI de Castella, sent la seva segona esposa. D'aquesta unió nasqueren:
- Ferran de Castella (1332-1333)
- Pere I de Castella (1334-1369), rei de Castella

Tot i donar-li un hereu al rei, Alfons XI ja va tenir des de l'any següent del seu casament una relació extramatrimonial amb Elionor de Guzmán, per la qual cosa Maria reclamà l'ajuda del seu pare. Això va provocar un conflicte entre el Regne de Castella i el de Portugal, pel deshonor sofert per la infanta portuguesa. El rei Alfons XI temia que el seu sogre li retirés el suport de la seva lluita contra els musulmans del sud de la península Ibèrica, i va signar un tractat a Sevilla el 1339 per garantir aquesta ajuda i així com un millor tracte de la princesa portuguesa.
A la mort del rei castellà el 1350 Maria va retornar a Portugal, i es va establir a Évora, capital del regne en aquell moment, on va morir el 13 de gener de 1357. Va ser enterrada a la catedral de Sevilla al costat del seu marit.